# Хуліо Арболеда
Хуліо Арболеда Помбо (ісп. Julio Arboleda Pombo; 9 червня 1817 — 13 листопада 1862) — колумбійський військовик, поет, журналіст, політик і рабовласник, в. о. президента Гранадської Конфедерації в липні 1861 року.

## Біографія
Народився 1817 року в Тімбікі (Каука). Походив зі знатної родини. Навчався в Оксфорді. 1836 року повернувся на батьківщину, після чого ще впродовж двох років вивчав право в Університеті Кауки.
1840 року під час громадянської війни записався до урядової армії, де зрештою став командиром VI дивізії та дослужився до звання генерала. В мирний період 1842—1850 років проживав у своїх володіннях на заході країни, писав вірші та статті для періодичних видань. Коли 1852 року стало відомо, що невдовзі буде ухвалено закон про звільнення рабів, виїхав до Перу та продав там рабів, у яких було вкладено численні кошти його родини.
Коли 1860 року в Гранадській Конфедерації почалась громадянська війна, Хуліо Арболеда знову став на захист уряду й воював проти повсталого генерала Томаса Сіпріано де Москери, а також проти військ президента Еквадору Габріеля Гарсії Морено, який спробував скористатись хаосом, що панував у сусідів, і забрати собі низку прикордонних територій.
1861 року завершився президентський термін Маріано Оспіни Родрігеса. Оскільки громадянська війна внеможливила проведення президентських виборів, то від 1 квітня 1861 року відповідно до конституції 1858 року новим президентом країни став генеральний інспектор Бартоломе Кальво, а Хуліо Арболеда став новим генеральним інспектором. Однак війна протікала невдало для центрального уряду, й після того, як Кальво потрапив у полон до повстанців і його вивезли до Картахени, генеральний інспектор Арболеда приступив до виконання обов'язків президента Гранадської Конфедерації.
1862 року, повертаючись з півдня після перемоги над еквадорцями, Хуліо Арболеда був убитий в департаменті Нариньйо трьома невідомими.